# Jacques Glyczinski
Jacques Glyczinski est un footballeur français né le 27 septembre 1944 à Saint-Étienne (Loire). Ce joueur de grande taille (1,85 m évoluait au poste de défenseur, notamment à l'Olympique lyonnais.

## Biographie
Jacques Glyczinski commence sa carrière à l'Olympique lyonnais. Il évolue pendant six saisons à Lyon, remportant la Coupe de France en 1967 face au FC Sochaux. Il rejoint ensuite en 1969 le club de l'AS Angoulême, où il reste trois saisons.
Après avoir effectué une saison au Red Star, il s'engage avec l'AS Béziers. Il termine sa carrière à Millau.
Il dispute un total de 199 matchs en Division 1, inscrivant trois buts, et 55 matchs en Division 2, pour un but. Il joue également trois matchs en Coupe des coupes et cinq en Coupe de l'UEFA.
Après avoir raccroché les crampons, il entraîne les clubs de Millau, Riom et Clermont.

## Palmarès
- Vainqueur de la Coupe de France en 1967 avec l'Olympique lyonnais